# The Souls of Black Folk
The Souls of Black Folk is een invloedrijk boek geschreven door W.E.B. Du Bois, dat voor het eerst werd gepubliceerd in 1903. Het boek ontstond als een verzameling van veertien essays die een diepgaande analyse bieden van verschillende facetten van de Afro-Amerikaanse ervaring aan het begin van de twintigste eeuw. Du Bois, een prominente Afro-Amerikaanse socioloog, historicus en burgerrechtenactivist, gebruikte deze essays om kwesties zoals sociale en economische omstandigheden in het zuiden van de Verenigde Staten, religie, onderwijs en de zoektocht naar gelijkheid te onderzoeken.
De ontstaansgeschiedenis van het boek weerspiegelt de intellectuele en sociale klimaat van die tijd. Du Bois, die zelf was opgeleid aan de Harvard-universiteit, combineerde zijn academische kennis met zijn persoonlijke ervaringen en waarnemingen als Afro-Amerikaan om een diepgaand inzicht te bieden in de uitdagingen waarmee de Afro-Amerikaanse gemeenschap werd geconfronteerd. Het concept van "double consciousness" of dubbelbewustzijn, geïntroduceerd door Du Bois, benadrukte de complexe psychologische staat van Afro-Amerikanen, die zich bewust waren van zowel hun eigen identiteit als hoe anderen hen ervaarde in een samenleving doordrenkt met racistische spanningen.
De ontvangst van het boek varieerde sterk. In de tijd van publicatie werd het werk als provocerend beschouwd en werd het zelfs als "gevaarlijk voor de de donkere man om te lezen" bestempeld door sommige critici. Desondanks erkenden anderen, waaronder The New York Times, de waarde van het boek als een uniek perspectief vanuit het oogpunt van de zwarte bevolking, en beschouwden het als waardevol voor zowel onbevooroordeelde studenten als degenen die bereid waren te leren.
Met de loop van de tijd groeide de waardering voor The Souls of Black Folk. Het werk werd beschouwd als een fundamentele tekst voor de bewegingen en strijd van Afro-Amerikanen voor vrijheid en gelijkheid in de twintigste eeuw. Het boek droeg bij aan het intellectuele fundament voor de opkomst van de zwarte middenklasse en anticipeerde op concepten zoals Panafrikanisme en dekolonisatiebewegingen in de Derde Wereld. 